# 安達班巴區 (阿科班巴省)
安達班巴區（西班牙語：Distrito de Andabamba），是秘魯的一個區，位於該國中南部萬卡韋利卡大區的阿科班巴省，始建於1925年11月23日，面積81.85平方公里，海拔高度3,460米，2005年人口4,082，人口密度每平方公里50人。